# Andrea Philipp
Pour les articles homonymes, voir Philipp.
Andrea Philipp (née le 29 juillet 1971 à Bützow) est une athlète allemande spécialiste des épreuves de sprint.
Elle se distingue lors de la saison 1990 en devenant championne du monde junior du 100 mètres dans le temps de 11 s 36. En 1998, Andrea Philipp remporte la médaille d'argent du relais 4 × 100 mètres lors des Championnats d'Europe de Budapest aux côtés de Melanie Paschke, Gabi Rockmeier et Birgit Rockmeier, s'inclinant finalement face à l'équipe de France. Elle obtient le plus grand succès de sa carrière en montant sur la troisième marche du podium du 200 mètres des Championnats du monde de 1999, terminant ex æquo avec la Jamaïcaine Merlene Frazer (22 s 26) 
Elle met un terme à sa carrière à l'issue de la saison 2000.

## Palmarès
| Année | Compétition                   | Lieu         | Résultat | Épreuve   |
| ----- | ----------------------------- | ------------ | -------- | --------- |
| 1990  | Championnats du monde juniors | Plovdiv      | 1re      | 100 m     |
| 1993  | Championnats du monde         | Stuttgart    | 5e       | 4 × 100 m |
| 1997  | Championnats du monde         | Athènes      | 4e       | 4 × 100 m |
| 1998  | Championnats d'Europe         | Budapest     | 2e       | 4 × 100 m |
| 1998  | Coupe du monde des nations    | Johannesburg | 6e       | 100 m     |
| 1999  | Championnats du monde         | Séville      | 3e       | 200 m     |
| 2000  | Jeux olympiques               | Sydney       | 6e       | 4 × 100 m |

## Records
| Épreuve | Performance | Lieu     | Date         |
| ------- | ----------- | -------- | ------------ |
| 100 m   | 11 s 05     | Dortmund | 8 juin 1997  |
| 200 m   | 22 s 25     | Séville  | 25 août 1999 |